# معهد دانا-فاربر للسرطان
معهد دانا-فاربر للسرطان (بالإنجليزية: Dana–Farber Cancer Institute)‏ هو مؤسسة علاجية وبحثية شاملة في بوسطن ،ماساتشوستس. دانا فاربر هو العضو المُؤسس في دانا-فاربر/ مركز هارفارد للسرطان، مركز السرطان الشامل التابع لجامعة هارفارد الذي أقره المعهد الوطني للسرطان. ويُعد واحدًا إحدى المُوسسات التعليمية ومعاهد البحوث السريرية الـ 15 التابعة لـ مدرسة طب بجامعة هارفارد.

## تاريخ
- أسس سيدني فاربر مؤسسة أبحاث سرطان الأطفال عام 1947.
- وسع المعهد برامجه بصفة رسمية ليشمل حالات من جميع الأعمار عام 1969.
- في عام 1974، أصبح يُعرف باسم معهد سيدني فاربر للسرطان تكريمًا لمُؤسسه.
- دعمته مؤسسة تشارلز أ. دانا بدمج اسمه دانا مع اسم فاربر عام 1983.